# Fiat Grand Siena
La Fiat Grand Siena est une voiture du constructeur automobile italien Fiat, conçue pour être, comme sa devancière, une world car (voiture mondiale). 

## Histoire
Baptisée du nom de code 326, elle a été présentée le 23 mars 2012 dans la version berline traditionnelle 4 portes. Comme la première Fiat Siena de 1996, elle fait partie d'une famille complète de modèles :
- berline avec hayon : Fiat Palio (2012) 5 portes,
- berline classique 4 portes avec coffre : Fiat Grand Siena, (Dodge Vision au Mexique)
- break : Fiat Palio Station Wagon et Weekend,
- pick-up : Fiat Strada, lancé en 1998 et restylé en 2010 dont le remplacement n'est pas encore évoqué.

Elle remplace en grande partie la gamme actuelle de la Fiat Siena bien que la version entrée de gamme actuelle reste toujours en fabrication en Argentine. La première génération de Siena n'a jamais été commercialisée en France, car ce fut un modèle fabriqué dans et pour les pays d'Amérique latine, Argentine et Brésil et exportée en Asie et en Afrique. Elle a par contre été montée au Maroc durant les années où le constructeur local SOMACA était le partenaire du groupe Fiat Auto. Seule la version SW / Week-End a connu un certain succès pendant les quelques années où elle a figuré au catalogue Fiat en Europe.
La fabrication de la Fiat Grand Siena (2012) a débuté au Brésil dans l'usine géante de Fiat Automoveïs de Betim.
La fabrication de la Dodge Vision a débuté au Brésil en fin d'année 2014 dans l'usine géante de Fiat Automoveïs de Betim. Ce modèle unique est spécifique pour le marché mexicain et comprend une motorisation essence 1,6 litre d'origine Fiat développant 115 ch DIN avec un couple de 162 N m. Il se distingue de ses concurrents par un intérieur plus spacieux pouvant accueillir confortablement 5 personnes avec un coffre de 520 litres. Les 4 vitres électriques teintées sont de série avec commande à impact, la fermeture automatique des portes à vitesse réduite et l'autoradio CD de haute qualité avec prise USB auxiliaire sont aussi de série. Elle remplace la Dodge Attitude, clône de la Hyundai Accent dont la production a débuté en 2006 et arrêtée en 2014 après la fin des accords avec le constructeur coréen qui ouvrit une usine au Mexique. Les organes de sécurité passive comportent notamment 4 air-bag avant, chose inconnue sur une automobile vendue au Mexique à ce jour.
Une version spécifique automatique Fiat Dualogic, destinée au marché mexicain, a été commercialisée à partir de janvier 2015.

### Renaissance en 2019
Afin de satisfaire la clientèle de taxis argentins et brésiliens fidèles à ce modèle, la filiale brésilienne de Fiat a repris la production de la berline Gran Siena 1.4 Attractive en version GNV, avec kit essence, le 19 mai 2019.
La mise en place des normes d'émissions Proconve L7 met fin à sa production au Brésil en décembre 2021.

## Les motorisations

### Essence
Au Brésil les moteurs fonctionnent à l'essence, à l'alcool ou à l'éthanol. Les moteurs sont Flex / TetraFuel (brevet Fiat-Magneti-Marelli), c'est-à-dire qu'ils peuvent utiliser n'importe quel carburant même en mélange à des taux variables.
| Modèle                                       | Moteur        | Cylindrée | Puissance                     | Couple                                                   | Poids (kg) | V-max (km/h)    | 0-100 km/h (secondes) | Consommation (L/100 km) |
| -------------------------------------------- | ------------- | --------- | ----------------------------- | -------------------------------------------------------- | ---------- | --------------- | --------------------- | ----------------------- |
| 1.4 Essence                                  | Fiat Flex-4L  | 1 368 cm3 | 85 ch à 5 750 tr/min          | 124 N m à 3 500 tr/min                                   | 1094       | 173             | 13,1                  | 5,1                     |
| 1.4 Ethanol                                  | Fiat Flex-4L  | 1 368 cm3 | 88 ch à 5 750 tr/min          | 125 N m à 3 500 tr/min                                   | 1094       | 175             | 12,5                  | 7,5                     |
| 1.6 Essence                                  | Fiat Flex-4L  | 1 598 cm3 | 115 ch à 5 500 tr/min         | 162 N m à 4 500 tr/min                                   | 1148       | 192             | 10,0                  | 5,3                     |
| 1.6 Ethanol                                  | Fiat Flex-4L  | 1 598 cm3 | 117 ch à 5 500 tr/min         | 168 N m à 4 500 tr/min                                   | 1148       | 194             | 9,9                   | 7,7                     |
| 1.4 TetraFuel Essence E0/E22 / Ethanol / GNV | Fiat Tetra-4L | 1 368 cm3 | 85/85/88/75 ch à 5 750 tr/min | 124/124/125/107 N m à 3 500⁄3 500 / 3 500 / 2 500 tr/min | 1207       | 173/173/175/168 | 13,8/13,8/12,9/15,1   | 5,8/5,8/8,1/4,5         |